# Герминома

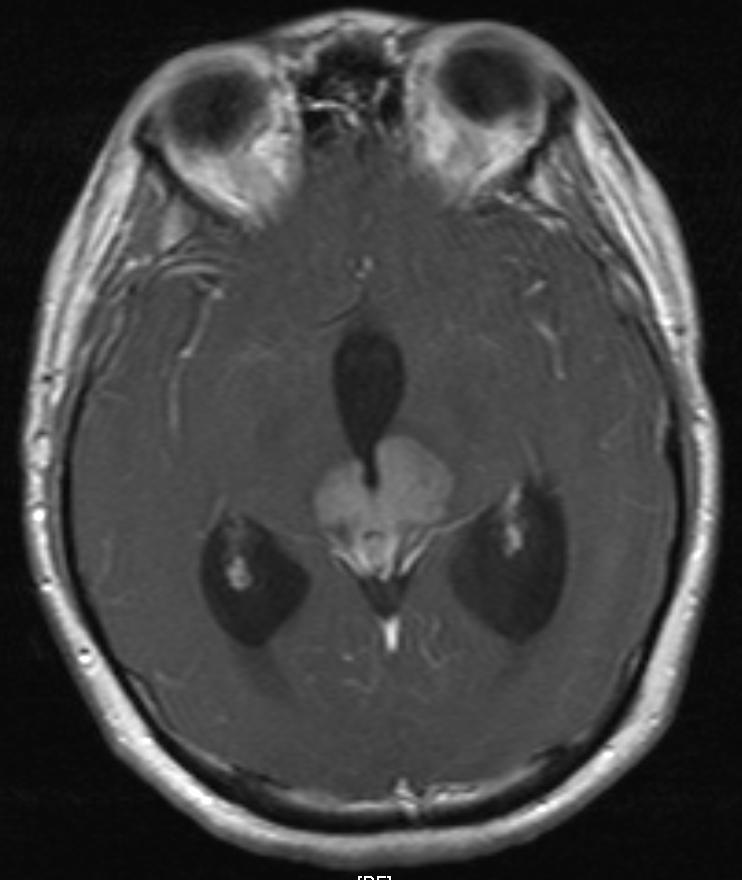
Герминома при исследовании с контрастным веществом Tumor Germinoma PinealGland1

Герминома (germinoma; лат. germen, germinis росток, зародыш + -ома) — это дизонтогенетическая опухоль, локализующаяся как правило в глубинных структурах головного мозга. Может быть как доброкачественной так и злокачественной.

## Причины возникновения
Герминома возникает в процессе нарушения эмбрионального развития плода. Данная теория не имеет официального подтверждения, однако, молодой возраст пациентов с данной патологией подтверждает состоятельность этой теории.

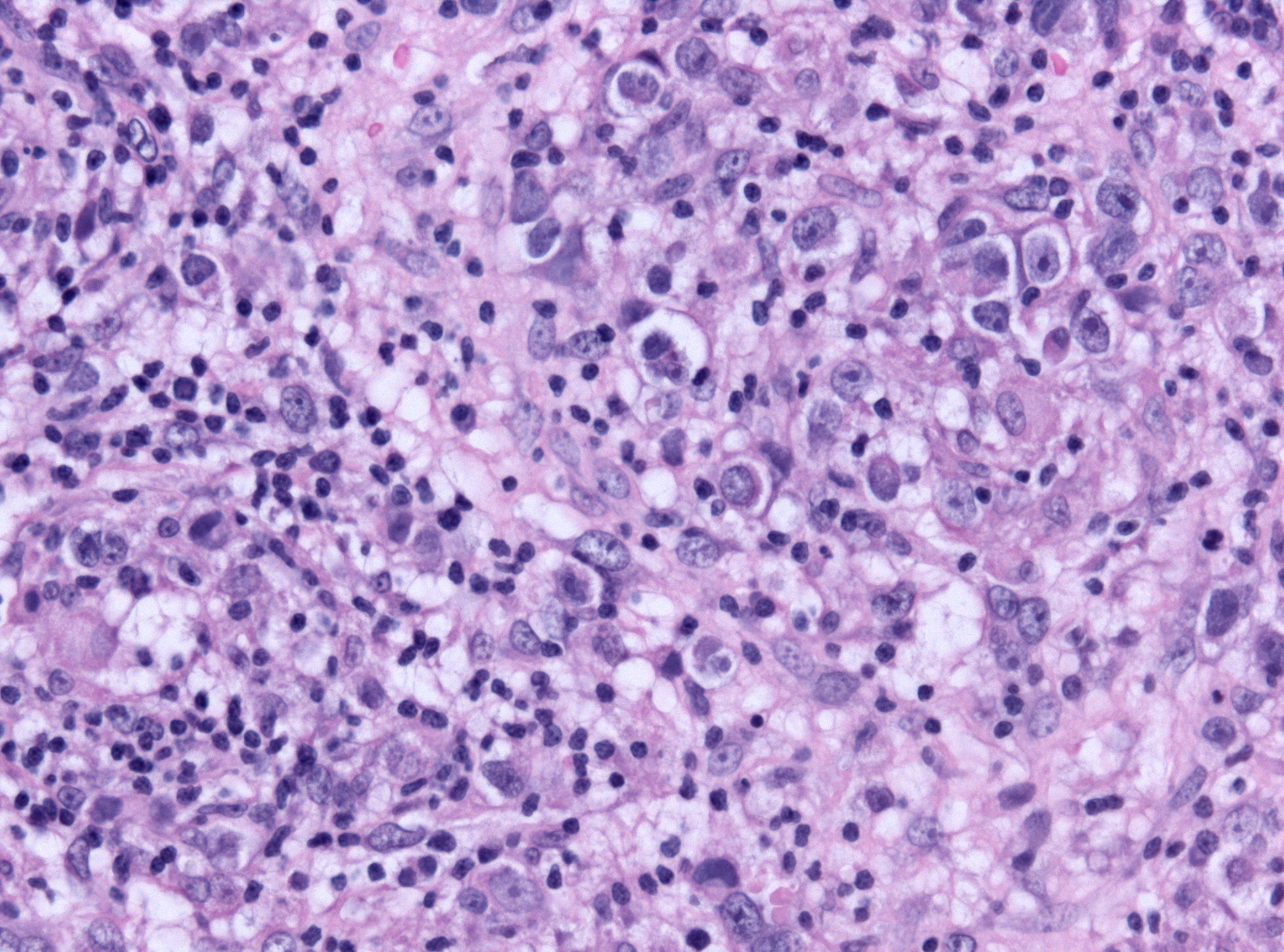
Герминома he x200

Данная опухоль является следствием расстройства тканевой дифференцировки и миграции тканей на ранних этапах развития эмбриона.
К факторам, провоцирующим эти нарушения, можно отнести воздействие радиации на организм матери, интоксикацию лекарственными и иными веществами, влияние канцерогенных и токсических веществ, инфекционные поражения (тяжелые формы гриппа, корь, герпес, хламидиоз).

## Гистология
Опухоль однородна по внешнему виду, состоит из двух видов клеток: крупных клеток (являются истинными опухолевыми) с везикулярными ядрами и прозрачной или мелкозернистой цитоплазмой, которая является эозинофильной. Мелкие клетки, располагающиеся в кластерах или хаотично смешаны с опухолевыми клетками. Микроскопическое исследование выявляет однородные клетки, которые напоминают первичные зародышевые клетки. Как правило, строма содержит лимфоциты, и около 20 % пациентов имеют саркоидоподобные гранулемы. Иммуногистохимический метод исследования определяет, что более 70 % лимфоцитов представлены Т-лимфоцитами, остальное приходится на В-лимфоциты.
Герминомы, содержащие гигантские синцитиотрофобластные клетки были отнесены в отдельную группу (К. Sano).

## Классификация
Чаще всего термин «герминома» относят к опухоли головного мозга, однако по гистологическим исследованиям она идентична дисгерминоме в яичнике и семиноме в яичке (семеннике). С 1994 года MeSH определяет герминому как «злокачественное новообразование зародышевой ткани половой железы (гонад), средостения или области шишковидной железы (тела)».

## Диагностика
При диагностике гермином, как и при диагностики других опухолей головного мозга, основными показателями являются клинические проявления:
- распирающая головная боль;
- тошнота;
- рвота;
- судорожные припадки,
- потеря аппетита,
- депрессия;
- снижение веса;
- слабость;
- нарушение памяти[1].

На основании этих проявлений, врач проводит исследования крови, компьютерную томограмму, МРТ, эхо-энцефалографию.
Герминома, среди всех опухолей мозга, занимает лишь 2 %, диагностируется в возрасте 10-12 лет, реже к 20 годам. Этому заболеванию подвержены чаще мужчины. При диагностике данного заболевания, характерны симптомы гипофизарно-гипоталамической недостаточности (замедление роста, гипопитуитаризм, несахарный диабет). При исследовании с помощью рентгена данная опухоль может не определяться, особенно на ранних стадиях. При лабораторных исследованиях часто тестируются сывороточные и спинномозговые опухолевые маркеры альфа-фетопротеина (АФП) и бета-ХГЧ. Истинные герминомы не связаны с этими маркерами. Нергерминоматозные опухоли могут быть связаны с повышенными маркерами, такими как AFP, с эмбриональными клеточными карциномами и незрелыми тератомами и бета-ХГЧ, которые встречаются при хориокарциномах. У 1 до 15 % гермином может быть получен низкий уровень бета-ХГЧ. HCG-секретирующие герминомы могут быть более агрессивными, чем несекретирующие.
Локализация при расположении в головном мозге :
- шишковидное тело;
- перекрест зрительных нервов;
- гипоталамус;
- третий желудочек;
- гипофиз;
- область основания.

## Лечение
Труднодоступное расположение герминомы затрудняет доступ нейрохирургам для удаления этого вида опухоли. В настоящее время для миниинвазивного лечения используют Кибер-нож или Гамма-нож (стереотаксическая радиохирургия). Так как лучевая терапия негативно влияет на не сформировавшийся детский организм, для лечения часто используют полихимиотерапию. При комплексном подходе также применяется и химиотерапия (цисплатин, блеомицин, винбластин, цисплатин и этопозид).

### Прогноз
Своевременное лечение дает неплохие прогнозы на выздоровление: средняя выживаемость пациентов в течение пяти лет составляет 75-90 %, после постановки диагноза. Ранняя диагностика и начало лечения повышают вероятность успеха.